# Прекрасна афера
«Прекрасна афера» (англ. Matchstick Men) — американська комедійна кінодрама режисера і продюсера Рідлі Скотта, що вийшла 2003 року. У головних ролях Ніколас Кейдж, Сем Роквелл, Елісон Ломан. Стрічку створено на основі однойменного роману Еріка Ґарсії.
Вперше фільм продемонстрували 2 вересня 2003 року в Італії на 60-му Венеційському кінофестивалі.

## Сюжет
Рой Воллер першокласний шахрай, він не любить бруду, порушувати свої правила і взагалі, щоб щось відбувалось не за планом. Він живе своїм розпланованим життям, і разом зі своїм протеже Френком Мерсером заробляє на махінаціях. Проте життя змінюється, коли у ньому з'являється його донька, про існування якої Рой не знав.

## Творці фільму

### Знімальна група
- Кінорежисер — Рідлі Скотт,
- Сценаристи — Ніколас Ґріффін і Тед Ґріффін,
- Кінопродюсери — Рідлі Скотт, Стів Старкі, Шон Бейлі, Тед Ґріффін, Джек Рапкі,
- Виконавчий продюсер — Роберт Земекіс.
- Композитор: Ганс Ціммер,
- Кінооператор — Джон Метісон,
- Кіномонтаж: Доді Дорн.
- Підбір акторів — Дебра Зейн,
- Художник-постановник: Том Фоден,
- Артдиректор: Майкл Менсон,
- Художник по костюмах — Майкл Каплан[7].

### У ролях
| Актор          | Роль                              |
| -------------- | --------------------------------- |
| Ніколас Кейдж  | Рой Воллер, шахрай                |
| Сем Роквелл    | Френк Мерсер, помічник Роя        |
| Елісон Ломан   | Анджела, 14-річна донька Роя      |
| Брюс Альтман   | Гарріс Кляйн, лікар-психотерапевт |
| Брюс Макгілл   | Чак Фрешетт, підприємець          |
| Шейла Келлі    | Кеті                              |
| Бет Грант      | жінка в пральні                   |
| Мелора Волтерс | колишня дружина Роя               |

## Сприйняття

### Оцінки
Фільм отримав позитивні відгуки: Rotten Tomatoes дав оцінку 82% на основі 182 відгуків від критиків (середня оцінка 7,1/10) і 74% від глядачів зі середньою оцінкою 3,4/5 (228 974 голоси). Загалом на сайті фільми має позитивний рейтинг, фільму зарахований «стиглий помідор» від кінокритиків і «попкорн» від глядачів, Internet Movie Database — 7,3/10 (102 138 голосів), Metacritic — 61/100 (38 відгуків критиків) і 8,8/10 від глядачів (208 голосів). Загалом на цьому ресурсі від критиків і від глядачів фільм отримав позитивні відгуки.

### Касові збори
Під час показу у США, що розпочався 12 вересня 2003 року, протягом першого тижня фільм показали у 2 711 кінотеатрах і він зібрав 13 087 307 $, що на той час дозволило йому зайняти 2 місце серед усіх прем'єр. Показ фільму завершився 4 грудня 2003 року, зібравши за цей час у прокаті у США 36 906 460 доларів США (за іншими даними 36 873 198 $), а у решті світу 28 659 212 $ (за іншими даними 22 292 102 $), тобто загалом 65 565 672 доларів США (за іншими даними 59 165 300 $) при бюджеті 62 млн доларів США.

### Нагороди і номінації
Стрічка отримала 2 номінації, з яких у жодній не перемогла.
| Нагороди і номінації фільму «Прекрасна афера» | Нагороди і номінації фільму «Прекрасна афера» | Нагороди і номінації фільму «Прекрасна афера»     | Нагороди і номінації фільму «Прекрасна афера» | Нагороди і номінації фільму «Прекрасна афера» |
| Рік                                           | Нагорода                                      | Категорія                                         | Номінант                                      | Результат                                     |
| --------------------------------------------- | --------------------------------------------- | ------------------------------------------------- | --------------------------------------------- | --------------------------------------------- |
| 2004                                          | Асоціація кінокритики Центрального Огайо      | Найкраща акторка другого плану                    | Елісон Ломан                                  | Номінація                                     |
| 2004                                          | Супутник                                      | Найкращий актор другого плану — комедія чи мюзикл | стрічка                                       | Номінація                                     |

### Виноски
1. 1 2  Matchstick Men: Release Info (англ.). Internet Movie Database. Процитовано 30 листопада 2015.
2. 1 2  Shawn Robbins (15 червня 2012). Number Crunch: A Look At Ridley Scott's Career (англ.). BoxOffice. Архів оригіналу за 26 січня 2015. Процитовано 30 листопада 2015.
3. 1 2 3 4  Matchstick Men (англ.). Box Office Mojo. Процитовано 30 листопада 2015.
4. 1 2 3 4  Matchstick Men (2003) (англ.). The Numbers. Процитовано 30 листопада 2015.
5. 1 2  Matchstick Men (англ.). Internet Movie Database. Процитовано 30 листопада 2015.
6. ↑  Matchstick Men (2003) (англ.). Allmovie. Процитовано 30 листопада 2015.
7. 1 2  Matchstick Men: Full Cast & Crew (англ.). Internet Movie Database. Процитовано 30 листопада 2015.
8. ↑  Matchstick Men (англ.). Rotten Tomatoes. Процитовано 30 листопада 2015.
9. ↑  Matchstick Men (англ.). Metacritic. Процитовано 30 листопада 2015.
10. ↑  Matchstick Men: Awards (англ.). Internet Movie Database. Процитовано 30 листопада 2015.